# Helina maculipes
Helina maculipes este o specie de muște din genul Helina, familia Muscidae. A fost descrisă pentru prima dată de Stein în anul 1918. Conform Catalogue of Life specia Helina maculipes nu are subspecii cunoscute.